# Ödeshög (comune)
Ödeshög è un comune svedese di 5 293 abitanti, situato nella contea di Östergötland. Il suo capoluogo è la cittadina omonima.

## Località
Nel territorio comunale sono comprese le seguenti aree urbane (tätort):
- Hästholmen
- Ödeshög